# Fabrice N'Sakala
Fabrice N'Sakala (Le Blanc-Mesnil, Francia, 21 de julio de 1990) es un futbolista congoleño que juega como defensa en el F. C. Annecy de la Ligue 2.

## Carrera

### Troyes
N'Sakala comenzó su carrera en el Bondy. Él pasó cuatro años en la cantera del club antes de partir las afueras de París y unirse al Troyes. Hizo su debut profesional el 9 de septiembre de 2008 en la Copa de la Liga en un partido  contra el Angers. Tres días más tarde, hizo su debut en la liga en la derrota por 2-1 del equipo de Clermont. El 19 de septiembre de 2008, N'Sakala jugó su primer partido como titular jugando 62 minutos en la derrota por 1-0 ante el Lens.
Para la temporada 2009-10, Troyes fue relegado a la Championnat National. El club de inmediato regresó a la segunda división y N'Sakala jugó el primer partido de liga contra el Vannes.

### Anderlecht
El 29 de agosto de 2013 se unió al club belga R. S. C. Anderlecht firmando un contrato de tres años.

## Clubes
| Club                | País    | Año       |
| ------------------- | ------- | --------- |
| E. S. Troyes A. C.  | Francia | 2008-2013 |
| R. S. C. Anderlecht | Bélgica | 2013-2017 |
| Alanyaspor (cedido) | Turquía | 2016-2017 |
| Alanyaspor          | Turquía | 2017-2020 |
| Beşiktaş J. K.      | Turquía | 2020-2022 |
| Neuchâtel Xamax FCS | Suiza   | 2023-2024 |
| F. C. Annecy        | Francia | 2024-     |

## Palmarés

### Títulos nacionales
| Título                      | Club                | País    | Año     |
| --------------------------- | ------------------- | ------- | ------- |
| Primera División de Bélgica | R. S. C. Anderlecht | Bélgica | 2013-14 |
| Supercopa de Bélgica        | R. S. C. Anderlecht | Bélgica | 2014    |
| Superliga de Turquía        | Beşiktaş J. K.      | Turquía | 2020-21 |
| Copa de Turquía             | Beşiktaş J. K.      | Turquía | 2020-21 |
| Supercopa de Turquía        | Beşiktaş J. K.      | Turquía | 2021    |